# Barbaroscardia
Barbaroscardia är ett släkte av fjärilar. Barbaroscardia ingår i familjen säckspinnare.
Kladogram enligt Catalogue of Life:
| Barbaroscardia | \| \| Barbaroscardia fasciata \| \| \| \| \| \| Barbaroscardia metaelina \| \| \| \| |
|                | \| \| Barbaroscardia fasciata \| \| \| \| \| \| Barbaroscardia metaelina \| \| \| \| |
|                | Barbaroscardia fasciata                                                              |
|                |                                                                                      |
|                | Barbaroscardia metaelina                                                             |
|                |                                                                                      |